# Nanocopia minuta
Nanocopia minuta é uma espécie de crustáceo da família Platycopiidae.
É endémica das Bermudas.
Os seus habitats naturais são: sistemas cársticos.